# Listă de comunități neîncorporate din statul Arkansas

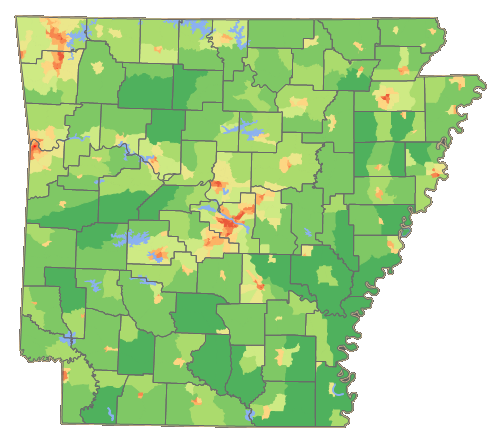
Harta densității populației statului Arkansas indicând densitatea locuitorilor după comitatele acestuia.

Această pagină este o listă de comunități neîncorporate din statul Arkansas, unul din cele 50 de state ale Statelor Unite ale Americii.
- Vedeți și Listă de municipalități din statul Arkansas.
  - Vedeți și Listă de orașe din statul Arkansas.
  - Vedeți și Listă de târguri din statul Arkansas.
  - Vedeți și Listă de sate din statul Arkansas.

respectiv
- Vedeți și Listă de comitate din statul Arkansas.
- Vedeți și Listă de districte civile din statul Arkansas.
- Vedeți și Listă de locuri desemnate pentru recensământ din statul Arkansas.
- Vedeți și Listă de comunități neîncorporate din statul Arkansas.
- Vedeți și Listă de localități din statul Arkansas.
- Vedeți și Listă de localități dispărute din statul Arkansas.
- Vedeți și Listă de rezervații amerindiene din statul Arkansas.

## Comunități neîncorporate

### A
- Accident
- Aetna
- Antioch
- Alpine
- Apple Spur
- Apt
- Arkana
- Arkansas Post

### B
- Beirne
- Beacon Addition
- Bayou Meto
- Bear Creek Springs
- Beaver Shores
- Beaty
- Bella Vista
- Benton City
- Berlin
- Blackjack Corner
- Bland
- Bloomfield
- Bovine
- Bowman, comitatul Chicot
- Bowman, comitatul Craighead
- Brightwater
- Buck Snort
- Buffalo City
- Buford
- Bunney
- Burnt Hill

### C
- Cary
- Casscoe
- Chanticleer
- Cherokee City
- Childress
- Chilson
- Clantonville
- Clarkridge
- Claunch
- Clear Point
- Cleveland
- Corinth
- Cottonwood Corner
- Crocketts Bluff
- Creech
- Cross Hollow
- Crossroad
- Curtis

### D
- Davis Spur
- Dawn Hill
- Deep Landing
- Degelow
- Delfore
- Denton Island
- Dixie
- Dorothy
- Drasco
- Dryden
- Dug Hill

### E
- Eagle Corner
- Edgemont
- Eldridge Corner
- Elkhorn Tavern
- Ethel

### F
- Fairmount
- Falling Springs
- Frisco

### G
- Gallatin
- Gamaliel
- Glade
- Graysonia
- Green Acres

### H
- Hattieville
- Healing Springs
- Henderson
- Hickory Creek
- Hico
- Hill Top
- Hiwasse
- Hopewell, comitatul Baxter
- Hopewell, comitatul Booner
- Hopewell, comitatul Cleburne

### I
- Ida
- Ingalls
- Ionia

### J, K
- Jersey
- Jerusalem
- Johnsville

### L
- Lake Frances
- Lakeland Hills
- Larue
- Leetown
- Lloyd
- Lodge Corner
- Logan
- Lost Bridge Village
- Luna

### M
- Martin
- Mason Valley
- Maysville
- Midway, comitatul Baxter
- Midway, comitatul Clark
- Miller
- Monkey Run
- Monte Ne
- Moro Bay
- Mount Olive, comitatul Ashley
- Mount Olive, comitatul Bradley
- Mount Olive, comitatul Conway

### N
- Nady
- Nebo
- Norwood

### O
- Oak Grove
- Old Joe
- One Horse Store
- Osage Mills

### P, Q
- Panther Forest
- Pedro
- Pine Top
- Pleasant Hill
- Pleasant Hill, comitatul Conway
- Pleasant Ridge
- Pleasure Heights
- Pontoon
- Prim

### R
- Rago
- Rambo Riveria
- Rawls
- Rivercliff Estates
- Robinson
- Rocky Comfort

### S
- Seba
- Self
- Silent Grove
- Solgohachia
- Spring Creek
- Springfield
- Sulphur Springs
- Sumpter
- Sunshine

### T
- Tanglewood
- Tannenbaum
- Tichnor
- Twin Springs

### V
- Vaughn
- Vick
- Vista Shores

### W
- Walnut Hill
- War Eagle
- West Point
- Wilburn
- Winrock

### X, Y, Z
- Yellow Bayou

## Alte legături interne
- Categorie:Liste de comitate din Statele Unite ale Americii după stat
- Categorie:Liste de orașe din Statele Unite după stat
- Categorie:Liste de târguri din Statele Unite după stat
- Categorie:Liste de districte civile din Statele Unite după stat
- Categorie:Liste de sate din Statele Unite după stat
- Categorie:Liste de comunități neîncorporate din Statele Unite după stat
- Categorie:Liste de localități dispărute din Statele Unite după stat
- Categorie:Liste de comunități desemnate pentru recensământ din Statele Unite după stat
- Categorie:Liste de rezervații amerindiene din Statele Unite după stat
- Categorie:Liste de zone de teritoriu neorganizat din Statele Unite după stat

respectiv
- Listă de orașe din statul Arkansas
- Listă de târguri din statul Arkansas
- Listă de districte civile din statul Arkansas
- Listă de sate din statul Arkansas
- Listă de locuri desemnate pentru recensământ din statul Arkansas
- Listă de comunități neîncorporate din statul Arkansas
- Listă de localități din statul Arkansas
- Listă de localități dispărute din statul Arkansas
- Listă de zone de teritoriu neorganizat din statul Arkansas